# Flygvapnets väderskola
Flygvapnets väderskola (VÄDS) var en truppslagsskola för markförbanden inom svenska flygvapnet som verkade åren 1951–2004. Förbandsledningen var förlagd i Halmstads garnison i Halmstad.

## Historik
Flygvapnets väderskola bildades som försöksverksamhet den 18 maj 1951, i syfte att centralisera utbildningen vid Flygvapnets samtliga flygflottiljer till en skola som förlades till Roslagens flygkår (F 2). Försöksverksamheten vid Väderskolan föll väl ut och skolan kom att permanentas. Under början av 1960-talet påbörjades en planering med att avveckla Roslagens flygkår, och omlokalisera de ingående skolorna till andra förband och flygflottiljer inom Flygvapnet. Vid samma tidpunkt, 1962, att hade 121. jaktflygdivisionen och ett baskompani ur Kalmar flygflottilj (F 12) i överförts till Norrbottens flygbaskår (F 21) i Luleå. Vilket lämnade en kompanibyggnad ledig inom flottiljområdet i Kalmar. Därmed togs ett relativt snabbt beslut om att skolan skulle flyttas sommaren 1962 till Kalmar. Våren 1975 antog riksdagen regeringen proposition, vilken bland annat inkluderade att F 12 skulle avvecklas budgetåret 1979/1980. Även om flottiljen avvecklades kvarstod Flygvapnets väderskola tillsammans med en flygverkstaden i Kalmar som ett detachement till Blekinge flygflottilj (F 17), vilket benämndes F 17 K. I försvarsbeslutet 1982 beslutade riksdagen att all kvarvarande verksamhet vid tre flottiljområden skulle upphöra, då det visade sig att Flygvapnet bedrev verksamhet vid flottiljer som antagits varit avvecklade sen tidigare försvarsbeslut. Därmed beslutades att den kvarvarande verksamheten i Kalmar skulle upphöra, och att Flygvapnets väderskola skulle omlokaliseras den 1 januari 1983 till Krigsflygskolan (F 5) i Ljungbyhed.
Inför etapp två i försvarsbeslutet 1996 föreslog regeringen att endast krigsförbandsproducerande flygflottiljer skulle ingå i Försvarsmaktens grundorganisation. Därmed föreslog regeringen att Krigsflygskolan (F 5) skulle upplösas och avvecklas. Dock tog varken regeringen eller riksdagen någon definitiv ställning var Väderskolan samt Flygledarskolan skulle omlokaliseras efter att Krigsflygskolan avvecklats. Den framtida lokaliseringen lämnades istället till en statliga offentlig utredning vilken skulle utreda Försvarsmaktens skolor framtida organisation samt lokaliseringsort. Försvarsmakten föreslog att Väderskolan skulle flyttas till Uppsala garnison för att där bli en del av Flygvapnets Uppsalaskolor (F 20). Dock kom utredningens förslag och bedömning förorda att Väderskolan skulle bli en del av en ny bas- och underhållsskola i Halmstads garnison.
Från den 1 januari 1999 blev Flygvapnets väderskola en del av Försvarsmaktens Halmstadsskolor (FMHS). Genom försvarsbeslutet 2004 beslutades det att Försvarsmaktens Halmstadsskolor skulle upplösas och avvecklas den 31 december 2004. I dess ställe skulle Försvarsmaktens tekniska skola (FMTS) bildas den 1 januari 2005. Den nya skolan skulle bland annat bestå av Arméns tekniska skola och delar av Örlogsskolorna, samt Flygtekniska skolan ur Försvarsmaktens Halmstadsskolor. Försvarsmakten ansåg att Väderskolan inte passade in i den nya tekniska skolan, utan beslutade att skolan skulle flyttas till Enköpings garnison, för att där bli en del av Försvarsmaktens meteorologi- och oceanograficentrum (FM METOCC). Från den 1 juli 2005 övergick verksamheten vid Väderskolan till att vara en utbildningsavdelning vid Försvarsmaktens meteorologi- och oceanograficentrum.

## Verksamhet
Flygvapnets väderskola var en skola som för svenska Flygvapnets behov utbildade väderbiträden, 1:e väderbiträden och värnpliktiga meteorologer.

## Förläggningar och övningsplatser
När skolan bildades 1951 samlokaliserades den med Roslagens flygkår (F 2) i Hägernäs i östra Täby. År 1962 omlokaliserades skolan till Kalmar, där den samlokaliserades på flottiljområdet med Kalmar flygflottilj. I Kalmar fick skolan ändamålsenliga
lokaler, där skolan förlades till en nyrenoverad kompanikasern på Flottiljvägen 22. När skolan sedan flyttades till Ljungbyhed, flyttade skolan in i en helt nyuppförd byggnad på Monumentvägen 2. Den nya skolbyggnaden i Ljungbyhed invigdes den 2 februari 1983. Vilken sedan 2008 inrymmer Ljungbyheds golfklubb. År 1998 flyttades skolan en sista gång, då till Halmstad, där den flyttade in på det före detta flottiljområdet.

## Förbandschefer
- 1944–1972: Oscar Herrlin
- 1972–1986: Överste 1. gr. Bengt Bengtsson
- 1986–1991: Överste 1. gr. Bengt Söderberg
- 1991–1991: Åke Sjögren
- 1992–1997: Överste 1. gr. Anders Söderman
- 1998–2001: Mats Olofsson
- 2001–2004: ???

## Namn, beteckning och förläggningsort
| Flygvapnets väderskola  | 1951-05-18 | – | 2004-12-31 |
| Avvecklingsorganisation | 2005-01-01 | – | 2005-06-30 |

| VÄDS | 2013-01-01 | – |  |

| Stockholms garnison/Hägernäs (F) | 1951-05-18 | – | 1962-??-?? |
| Kalmar garnison (F)              | 1962-??-?? | – | 1982-12-01 |
| Ljungbyheds garnison (F)         | 1983-01-01 | – | 1998-??-?? |
| Halmstads garnison (F)           | 1999-01-01 | – | 2005-06-30 |